# شلیک عشق (ترانه اکسو)
«شلیک عشق» یا «لاو شات» (به انگلیسی: Love Shot) ترانه‌ای از گروه پسرانه کره‌ای–چینی اکسو می‌باشد که در ۱۳ دسامبر ۲۰۱۸ برای نسخه دوباره بسته‌بندی شده پنجمین آلبوم استودیویی گروه، ریتمم را بهم نزن (۲۰۱۸) منتشر گردید. موزیک ویدئو ترانه در همان تاریخ منتشر شد.

## موزیک ویدئو
در تاریخ ۶ دسامبر، اولین تیزر موزیک ویدئو «شلیک عشق» منتشر شد. در ۱۱ دسامبر، دومین تیزر موزیک ویدئو منتشر شد. موزیک ویدئو رسمی کره‌ای «شلیک عشق» در ۱۳ دسامبر منتشر شد. همچین نسخه چینی این موزیک ویدئو در ۱۴ دسامبر منتشر شد.
در ۴ مارس ۲۰۱۹، موزیک ویدئو از ۱۰۰ میلیون بازدید در یوتیوب فراتر رفت و در ۱۵ اکتبر ۲۰۱۹ از ۲۰۰ میلیون نفر پیشی گرفت و به سریعترین موزیک ویدئو آنها تبدیل شد که به این نقطه مهم می‌رسد.

## پذیرش
«شلیک عشق» به مدت سه هفته پیاپی در برترین‌های ترانه‌های دیجیتال جهانی بیلبورد قرار گرفت و اکسو تبدیل به دومین گروه کی‌پاپ برای انجام این رکورد شد.